# 赤塚之戰
赤塚之戰是發生於1552年5月10日（天文21年4月17日）的一場戰役，發生於日本尾張國赤塚（今愛知縣名古屋市綠區鳴海町赤塚），是織田信長成為大名後第一場戰役，結果雙方不分高下，在交換戰俘下同意退兵。

## 背景
受到織田信秀所重用的鳴海城主山口教繼在信秀死後，於天文22年（1553年）4月17日與其子山口教吉一同反出織田家，改投至駿河國大名今川義元。
山口教繼還作為今川家的嚮導引領駿河眾侵入尾張國。山口教繼將鳴海城交給兒子山口教吉駐守後，前往笠寺修建城砦，並交給今川家臣葛山長嘉、岡部元信、三浦義就、飯尾乘連跟淺井政敏等五人入駐，山口教繼則往赴中村城籠城防備。
年僅19歲的織田信長親自率領800兵馬，經中根村進入小鳴海，登上三之山佈陣，而年約22歲的山口教吉也領兵移動至三之山東方15町的北赤坂鄉駐集，人數約為1500人。先鋒為清水又十郎、柘植宗十郎、中村與八郎、萩原助十郎、成田彌六、成田助四郎、芝山甚太郎、中島又二郎、祖父江久介、横江孫八、荒川又藏等人。
而織田信長在三之山瞭望到此一戰況後，也移動兵力向赤塚出擊，先鋒是荒川與十郎、荒川喜右衛門、蜂屋般若介、長谷川橋介、內藤勝介、青山藤六、戶田宗二郎、賀藤助丞等。

## 戰況
織田軍與山口軍隔著五、六間的距離互相用弓箭射擊對方，織田軍的荒川與十郎被流矢射中落馬，山口軍跟織田軍還為爭奪荒川與十郎的遺體展開拉扯，織田軍僅搶回其首級跟大刀。混戰由巳刻延續到午刻，戰勢互有進退難分難解。
激戰中，山口軍的萩原助十郎、中島又二郎、祖父江久介、横江孫八、水越助十郎相繼被殺，織田軍的戰死者也達30騎，也生擒了山口方將領荒川又藏，但織田軍的赤川平七也被山口方擒抓，兩軍於四、五間的距離間持續混戰數刻，仍未分勝敗，由於過去同為織田家帳下，因此兩方有許多人都互相認識，而交戰中因下馬步戰，所以很多馬匹也闖入了敵陣被拿下。兩軍最終罷戰後，便相互交換俘虜跟闖入敵陣的馬匹，各自收兵歸陣。。

## 戰後
此戰中織田信長未能順利征討山口教繼，而倒向今川家的山口教繼持續勸誘尾張國內部的織田家勢力，大高城跟沓掛城因此也隨他投往今川家，但今川義元後續改以岡部元信前往鳴海城擔任城代，並將山口教繼、教吉父子召往駿河國，但今川義元並未褒獎山口父子，反而逼迫父子兩人切腹自殺。